# Jiří Daler
Jiří Daler (nascido em 8 de março de 1940) é um ex-ciclista olímpico tchecoslovaco. Representou sua nação em duas edições dos Jogos Olímpicos: Tóquio 1964 e Cidade do México 1968. Conquistou uma medalha de bronze em 1964, na prova de perseguição individual (4000 m).